# Lay (Loire)
Lay é uma comuna francesa na região administrativa de Auvérnia-Ródano-Alpes, no departamento de Loire. Estende-se por uma área de 12,85 km². Em 2010 a comuna tinha 768 habitantes (densidade: 59,8 hab./km²).